# Dzieci Hitlera
Dzieci Hitlera (ang. Hitler’s Children) – amerykański antynazistowski film propagandowy z 1943 roku. Adaptacja książki Gregora Ziemera Education for Death.

## Opis fabuły
Treścią filmu są losy Amerykanki mieszkającej w Niemczech, zmuszonej do podporządkowania się nowemu ładowi zaprowadzanemu przez Adolfa Hitlera.

## Obsada
- Tim Holt – porucznik Karl Bruner
- Bonita Granville – Anna Miller
- Kent Smith – profesor Nichols
- Otto Kruger – pułkownik Henkel
- H.B. Warner – biskup
- Lloyd Corrigan – Franz Erhart
- Erford Gage – dr Schmidt
- Hans Conried – dr Graf
- Gavin Muir – major
- Nancy Gates – Brenda
- Peter van Eyck – aresztowany sierżant